# Heinrich Schmitt (Politiker)
Heinrich Schmitt (* 6. Oktober 1895 in Waldbüttelbrunn; † 13. August 1951 in München) war ein deutscher Politiker. Er war Ende der 1920er Jahre Reichstagsabgeordneter für die KPD und nach dem Ende des Zweiten Weltkrieges Bayerischer Staatsminister für Politische Befreiung.

## Leben und Wirken
Schmitt war gelernter Dreher und wurde 1913 Mitglied der SPD. 1915 zum Militär einberufen, wurde er während des Krieges verschüttet. Ab Dezember 1916 arbeitete er bei den BASF in Ludwigshafen am Rhein. 1917 trat er zur USPD über, 1920 kam er mit deren linkem Flügel zur KPD. Schmitt zog 1917 nach Leuna, arbeitete als Schlosser in den Leuna-Werken und übernahm verschiedene Funktionen. Er galt als geschickter und geschulter Redner. Ab Mitte der 1920er Jahre war es als Betriebsratsvorsitzender der Leuna-Werke tätig. Auch 1928 und 1929 wurde er wieder in diese Funktion berufen. Im September 1928 wurde Schmitt als Abgeordneter im Wahlkreis Merseburg in den Reichstag gewählt. Bei der parlamentarischen Arbeit beschäftigte sich Schmitt hauptsächlich mit gesundheits- und sozialpolitischen Themen, mit denen er auch im betrieblichen Alltag konfrontiert war.
Schmitt ging 1930 als Facharbeiter in die Sowjetunion, arbeitete zunächst als Dreher im Moskauer Werk „Hammer und Sichel“ und besuchte dann die Internationale Lenin-Schule. Im Juli 1931 kehrte er nach Deutschland zurück. Von 1931 bis 1933 war er Generalsekretär des Internationalen Komitees der Chemiearbeiter. 1933 emigrierte er mit seiner Familie in die Sowjetunion, arbeitete wieder als Dreher und wirkte ehrenamtlich in der Internationale der Chemiearbeiter.
Im Juni 1934 wurde er nach Prag entsandt, anschließend war er ZK-Instrukteur im Saargebiet. Schmitt reiste mit einem gefälschten Pass auf den Namen Walter Scheublein nach Deutschland und war Oberberater für Gewerkschaftsarbeit im Rheinland. Bis zu seiner Verhaftung im Jahre 1935 war er in der Reichsleitung der illegalen kommunistischen Gewerkschaftsbewegung in Berlin, Sachsen, dem Rheinland, im Ruhrgebiet und in Westfalen mit der Aufgabe betraut Gewerkschafts- und Widerstandsgruppen zu organisieren. Neben dem Versuch des Aufbaus illegaler Gruppen der Revolutionären Gewerkschafts-Opposition engagierte er sich auch bei der Initiierung von „Unabhängigen Klassengewerkschaften“. Mit diesen sollten sozialdemokratische und christliche Arbeitnehmer in die gewerkschaftlichen Aktivitäten der Kommunisten einbezogen werden. Schmitt wurde im Zusammenhang mit seiner illegalen Arbeit am 7. Mai 1935 festgenommen und nach fast zwei Jahren Untersuchungshaft am 8. Februar 1937 vom Volksgerichtshof zu 15 Jahren Zuchthaus verurteilt.
Im April 1945 wurde Schmitt von den Amerikanern aus dem Zuchthaus Landsberg befreit und schloss sich wieder der KPD an. Im September 1945 wurde er Inspektor der Ortskrankenkasse Würzburg. Ab dem 28. September 1945 gehörte er als Sonderminister für Politische Befreiung dem ersten Kabinett des Bayerischen Ministerpräsidenten Wilhelm Hoegner an. In seinem Ressort kümmerte er sich um die Umsetzung der US-amerikanischen Konzepte zur Entnazifizierung der Gesellschaft. Im Februar 1946 wurde er von Hoegner als Vertreter der KPD in den von der Militärregierung geschaffenen Vorbereitenden Verfassungsausschuss berufen. Im gleichen Jahr war er Mitglied der Verfassunggebenden Landesversammlung Bayerns.
Er gehörte dem Sekretariat der Landesleitung der KPD Bayern an und geriet in Konflikt mit der Partei, die ihn kritisierte, seine Geschäftsführung als Minister sei falsch. Daraufhin trat Schmitt am 1. Juli 1946 als Staatsminister zurück und am 26. Oktober 1947 auch aus der KPD aus. Später trat Schmitt zur SPD über. Von 1947 bis 1949 war Schmitt Mitglied des Bayerischen Senats. Heinrich Schmitt starb am 13. August 1951 in München.
Sein Sohn Harry Schmitt (alias Ralf Forster) leitete im Kalten Krieg die DKP-Militärorganisation.